# Шеллер, Ричард
Ричард Шеллер (англ. Richard H. Scheller; (род. 30 августа 1953, Милуоки, Висконсин, США) — американский учёный. Труды в основном посвящены нейробиологии и биохимии.

## Карьера
С 2001 года работает в Genentech. Известен исследованиями генов и белков, в том числе отвечающих за работу нервной системы.

## Награды
Среди наград:
- Премия Алана Уотермана (1989)
- Премия Кавли (2010)
- Премия Альберта Ласкера за фундаментальные медицинские исследования (2013)

Является членом Национальной академии наук США, Американской академии искусств и наук .